# Bruno Bernitz
Bruno Bernitz (* 18. August 1915 in Berlin-Baumschulenweg; † 20. September 1987 ebenda) war ein deutscher Maler und Grafiker.

## Biografie
Bernitz' Vater Max Bernitz war Postangestellter, der es bis zum Postinspektor brachte, seine Mutter Pianistin. 1934 belegte er ein Studium bei Otto Arpke an der Höheren Graphischen Fachschule in Berlin. Es folgten Malkurse an der Kunstakademie in Charlottenburg bei Karl Schmidt-Rottluff und Emil Nolde. 1936 bis 1941 leistete er ein Volontariat im Atelier des Grafikers und Werbefachmanns Otto Arpke, Johann Boehlau und M. Kellerer in Berlin. Bernitz nahm von 1942 bis 1945 als Soldat der Wehrmacht am Zweiten Weltkrieg teil. 1942 heiratete er Elli Paul, die im darauffolgenden Jahr den Sohn Hildur-Mathias Bernitz gebar. Von Mai bis Dezember 1945 war er in Kriegsgefangenschaft; dort wirkte Benitz als Mitinitiator des Lagertheaters und war er Mitglied im Antifakomitee Freies Deutschland.
Aus der Kriegsgefangenschaft heimgekehrt erfolgte 1946 ein Umzug nach Berlin-Baumschulenweg als freischaffender Maler und Grafiker. Von 1947 bis 1949 arbeitete er als Zeichenlehrer und belegte ein Fernstudium an der Pädagogischen Hochschule Leipzig. 1949 bis 1951 litt er unter einer schweren Tuberkulose-Erkrankung. Bernitz war 1953 Mitbegründer des Verbandes Bildender Künstler Deutschland (VBKD) in Berlin, Sektion Malerei. Ab 1953 war er Lehrer an der Spezialschule für Bildnerisches Volksschaffen und Leiter der Kurse von 1956 bis 1969. Er war von 1953 bis 1969 Mitglied der Bezirksleitung Berlin des VBKD. In den 60er Jahren fertigte er im Auftrag des Verlags Volk und Welt Landschaftsbilder an, die als Schulwandbilder reproduziert wurden. Seit 1968 war er Lehrbeauftragter an der Kunsthochschule Berlin-Weißensee. Einer seiner Schüler war Hartmut Hornung. An der Hochschule war Bernitz auch verantwortlich für den Künstleraustausch mit der CSSR. Er unternahm u. a. 1959 mit weiteren Künstlern eine Studienreise dorthin.
Bernitz verarbeitete in seinen Bildern die Kriegsgräuel des Zweiten Weltkrieges und entwickelte eine eigene, optimistische Variante der abstrakten, aber auch figürlichen Darstellung seiner Werke. Reflexionen auf die Natur bis hin zum politischen Tagesgeschehen und der Aufbau des Nachkriegseuropas prägten seine Motive. Giebelgestaltungen und Kirchenausmalungen, aber auch die Innengestaltung von Botschaften der DDR im Ausland gehörten zu seinem Sujet. Bernitz war in künstlerischer Freundschaft mit Harald Metzkes, Otto Niemeyer-Holstein, Ronald Paris, Ursula Wendorff-Weidt, Walter Opitz, Arno Mohr und Max Lingner verbunden.

## Ehrungen
- 1965: Verdienstmedaille der DDR
- 1975: Vaterländischer Verdienstorden in Bronze[4]

## Fotografische Darstellung Bernitz’(Auswahl)
- Christian Borchert: Bruno Bernitz in seinem Atelier (Fotografie, 1975)[5]

## Werke (Auswahl)
- Frühlingssonne (vor 1953, Öl, 70 × 100 cm)
- Mädchen mit Kopftuch (vor 1953, Öl, 115 × 90 cm)

- Der Dnjepr in der Ukraine (1952, Mischtechnik)[6][7]
- Richtfest in der Stalinallee (1953, Mischtechnik, 180 × 110 cm; auf der Dritten Deutschen Kunstausstellung; Märkisches Museum)[8]
- Szene aus dem Bauernkrieg  (Mischtechnik, 150 × 110 cm; auf der Dritten Deutschen Kunstausstellung)
- Abend im alten Eierhaus / Berlin (Öl, 70 × 130 cm; auf der Vierten Deutschen Kunstausstellung)[9]
- Blick auf die Museumsinsel in Berlin (Öl; auf der Fünften Deutschen Kunstausstellung)[10]
- Am Stadttor von Levoča (um 1960, Pinselzeichnung)[11]
- Bildnis meiner Frau (1966, Öl; auf der VI. Deutschen Kunstausstellung)[12]
- Obsternte (Mischtechnik, 1971; auf der VII. Deutschen Kunstausstellung)[13]

## Ausstellungen (unvollständig)

### Einzelausstellungen
- 1948 Sein und Schreiten, Drei Treptower Künstler stellen in Friedenau aus (Bruno Bernitz, Gottfried Saurbier, Max Weidenbach)
- 1957 und 1959 Verkaufsgenossenschaft Bildender Künstler Berlin
- 1962 Bratislava
- 1965 und 1975 Personalausstellung/Galerie im Turm, Berlin
- 1972 Kreiskulturhaus Berlin-Treptow

- 1980  „Studio bildende Kunst“, 65. Geburtstag des Künstlers, Frankfurt
- 1982 Torgelow
- 1983 Zossen

#### Postum
- 1992 Gedenkausstellung zum 5. Todestag im Museum Berlin-Treptow
- 2011 Galerie Bachmann, Bruno Bernitz, Berlin
- 2012 Galerie Kiekemal, Bruno Bernitz, Berlin

- 2015 Gedenkausstellung zum 100. Geburtstag, in Putbus/Rügen in der Orangerie, Veranstalter: Kulturstiftung Rügen

### Teilnahme an Gruppenausstellungen
- 1946 Allgemeine Treptower Kunstausstellung, Mitglied der Jury
- 1947 Junge Generation, Werke des Nachwuchses in der Galerie der Kunstrunde e. V. München
- 1948 Junge Generation. Werke des Nachwuchses, Berlin-Ost
- 1949 Ausstellung Bildender Künstler des Bezirks Berlin-Treptow
- 1949 Mensch und Arbeit, Berlin
- 1951 Berlin im Aufbau, München
- 1951 Künstler schaffen für den Frieden, Berlin
- 1952 Berliner Künstler in Zittau, Bautzen, Görlitz
- 1953 bis 1973 Dritte bis VI. Deutsche Kunstausstellung und VII. Kunstausstellung der DDR in Dresden
- 1955 Frühjahrsausstellung der Deutschen Akademie der Künste, Berlin
- 1955 Frühjahrsausstellung Berliner Künstler im Pergamonmuseum zu Berlin
- 1956 Ausstellung – Deutsche Landschaft, Staatliche Galerie Moritzburg
- 1957 Ausstellung des VBKD/Berlin, Malerei, Grafik, Plastik, Mitglied der Jury
- 1958 Bezirksausstellung Berliner Künstler
- 1959 Mit unserem neuen Leben verbunden, 10 Jahre Bildende Kunst in der DDR
- 1960 Ausstellung – Berliner Künstler 1960
- 1961 Ausstellung – Künstler der DDR reisen in sozialistische Länder
- 1961 Kunstausstellung der 3. Arbeiterfestspiele, Magdeburg
- 1961 Ausstellung – Neues Leben, neue Kunst
- 1962 6. Bezirksausstellung Berliner Kunstschaffen
- 1963 Ausstellung – Kunstpreis des FDGB
- 1964 Ausstellung – Unser Zeitgenosse/Nationalgalerie Berlin
- 1965 Ausstellung – Berlin heute, in Moskau
- 1969 Bezirksausstellung zum 20. Jahrestag der DDR, Berlin
- 1972 Kunstausstellung in Prag, 14 Künstler der DDR stellen aus
- 1972 Kunstausstellung der Hauptstadt der DDR

#### Postum
- 2014 Rathaus Berlin-Marzahn, Kunst des 20. Jahrhunderts